# كلية ابن سينا الأهلية للعلوم الطبية
كلية ابن سينا الأهلية للعلوم الطبية هي أول كلية طبية أهلية (خاصة) للتعليم الطبي بالمملكة العربية السعودية تحت إشراف وزارة التعليم العالي. تأسست عام 1425 هجريًا الموافق 2004 ميلاديًا، وتقع في جدة بجوار مستشفى الملك عبد العزيز للأورام. تتضمن التخصصات الطبية التالية: الطب البشري، طب الأسنان، الصيدلة بشهادة (Pharm D)، التمريض.

## التكاليف
تكلف دراسة الطب البشري وطب الأسنان في كلية ابن سينا 70 الف لكل سنة دراسية لمدة 7 سنوات. أما بالنسبة للصيدلة فتكلف 60 الف ريال سنويا لمدة 6 سنوات. وأيضًا بعد الحصول على درجة النجاح والتخرج اكمال دراسة آخرى بالتخصص تصل من أربع سنوات إلى ستة

## الأهداف
- توفير المناخ العلمي المناسب للتعليم الطب والصيدلة وطب الأسنان بالإضافة إلى التمريض
- مواكبة التطور العلمي في تطوير برامج التعليم واستخدام أحدث البرامج المطورة للطب والصيدلة وطب الأسنان
- المساهمة في تزويد المجتمع بأطباء وصيادلة وأطباء أسنان متميزون
- إتاحة الفرصة للطلاب السعودين والمقيمين والطالبات السعوديات والمقيمات الذين تنطبق عليهم شروط القبول ولم تتاح لهم الفرصة في الجامعات الحكومية
- المحافظة على شباب وثروة الوطن من مخاطر الاغتراب...

الطب هو من أكثر التخصصات التي تفيد المجتمع وأكثرها تواصلاً معه. يشارك الطبيب في العديد من الحملات الصحية التثقيفية، والمشاركة في البرامج الوقائية، وحماية البيئة، واستخدام كل وسيلة فعَّآلة لتحقيق ذلك.ويساهم أيضاً في رفع مستوى الوعي الصحي وتقديم المشورة للمجتمع.

## الرسالة
المساهمة الفعالة في التقدم الطبي في المملكة العربية السعودية من خلال التعليم والبحث العلمي والخدمات الطبية. ونهدف إلى توفير المناخ العلمي لتعليم وتعلم الطب والصيدلة وطب الاسنان من خلال مواكبة التطوير العالمي في برامج التعليم .

## المناهج الدراسية
تطبق كلية ابن سينا للعلوم الطبية بجدة برامج مطورة لتعليم الطب والصيدلة وطب الأسنان وتتميز بـ :
- التكامل في تعلم المواد الأساسية والحيوية والسريرية (integration).
- اكتساب المهارات المهنية في مرحلة مبكرة.
- لتعويد الطالب على التفكير التحليلي والبعد عن التلقين (student center learning).
- التركيز على صحة المجتمع (community

## الدرجات العلمية
تمنح الكلية الدرجات العلمية التالية:
- بكالوريوس الطب والجراحة (MB,BS)
- بكالوريوس الصيدلة الاكلينكية (Pharm.D)
- بكالوريوس طب الاسنان (BDS)
- بكالريوس تمريض (nurs)

## وصلات خارجية
- الموقع الرسمي